# Partido de Pehuajó
Partido de Pehuajó är en kommun i Argentina.   Den ligger i provinsen Buenos Aires, i den centrala delen av landet, 300 km väster om huvudstaden Buenos Aires. Antalet invånare är 38 400.
Trakten runt Partido de Pehuajó består till största delen av jordbruksmark. Runt Partido de Pehuajó är det glesbefolkat, med 8 invånare per kvadratkilometer.